# Intensity (romanzo)
Intensity di Dean Koontz è un romanzo catalogabile come horror, sebbene attinga spesso da temi del repertorio thriller. 
Ha venduto nel mondo più di 200 milioni di copie.

## Trama
Chyna Shepherd e Laura Templeton, amiche e studentesse all'università della California nella facoltà di Psicologia, si dirigono verso la Napa Valley per un weekend a casa dei genitori di Laura, che in quella terra hanno un vigneto. A differenza di Laura, Chyna è una ragazza senza famiglia, con un'infanzia travagliata a causa di una madre alcolizzata e degli uomini che questa frequentava. In modo particolare un tale Jim Woltz. Tra gli eventi traumatici che Chyna ha sperimentato da giovanissima vi è anche l'omicidio di una coppia di anziani da parte di Woltz e di sua madre, che deliberatamente spingono la vettura dell'anziana coppia fuori strada, in uno stagno e costringono Chyna ad osservarla mentre affonda.
Dopo una serata piacevole con gli amorevoli genitori di Laura, durante la notte, l'attenzione di Chyna, che era rimasta desta, è attirata da grida e da alcuni rumori. Il suo passato la guida, per istinto, a nascondersi sotto il letto. Ciò le salva la vita, poiché da lì a poco nella stanza entra un uomo che si rivela essere un assassino. Allontanatosi lo sconosciuto, Chyna tenta di salvare i Templeton, ma non può nulla. Né può salvare Laura, sebbene la trovi ancora viva, poiché viene trasportata dal killer all'interno del suo camper.
Invece di fuggire, in preda ad una rabbia cieca, Chyna sale sul camper dell'assassino per salvare Laura e vendicarsi sull'assassino, ma rimane bloccata all'interno vicino al cadavere dell'amica. Avvedutosi della presenza di Chyna a bordo del mezzo, il killer Edgler Vess, inizia una "caccia al topo" con Chyna, dirigendosi fino alla sua abitazione e traendola in trappola.
In casa Chyna scopre, oltre alle vittime di Vess, anche un'adolescente ancora viva, Ariel, cieca e muta a causa del trauma che il suo rapimento e l'omicidio dei suoi cari hanno causato alla sua mente. Rinchiusa, Chyna viene a contatto con l'uomo, che, in un misto di malvagità e pazzia, ritiene di essere un emissario del male con un preciso scopo, che sintetizza con la frase "Dio mi teme" ("God fears me") che compone con le lettere del suo nome. Dopo un attacco psicologico, in cui Vess tenta di piegare la volontà di Chyna, che invece contrappone una ferrea fede in Dio e nel bene rafforzata dal suo triste passato, l'uomo si allontana dicendo che deve recarsi al lavoro e si occuperà più tardi di lei. Non la uccide ancora, perché intende scoprire se lei può essere la sua "ruota scoppiata", ovvero "un imprevisto" che possa rovinare i suoi piani (si riferisce al fatto che tempo prima riuscì a raggiungere ed uccidere una donna che pensava gli fosse sfuggita grazie al fatto che lungo la strada le era scoppiata una ruota dell'auto e si era dovuta fermare, dandogli il tempo di raggiungerla).
Chyna approfitta dell'assenza di Vess e riesce a liberarsi con molta fatica, liberando anche Ariel. Le due scappano al bordo del camper di Vess, dopo essere sfuggite alla furia dei suoi quattro dobermann, appostati nel giardino. Incrociata e attirata l'attenzione di una macchina della polizia, Chyna scende dal camper per chiedere aiuto, senza sapere che lo sceriffo che la guida è lo stesso Vess. Inizia così una resa dei conti, in cui Chyna oppone a Vess oltre che il suo coraggio anche la sua fede, che, metaforicamente, nelle intenzioni dell'autore rappresenta l'epica battaglia tra il bene e il male. L'epilogo del romanzo è dedicato alla nascita di un rapporto d'affetto superiore a quello ufficiale di tutrice e adottata tra Chyna e Ariel, che sembrano quasi costruire una famiglia.

## Film
- Nel 1997 è stata tratta una versione per la TV del romanzo, Intensity, con John C. McGinley e Molly Parker. Le differenze tra il libro ed il film includono: un personaggio supplementare che cerca di aiutare Chyna, finendo presto vittima di Vess; una scena in cui Chyna tenta inutilmente di penetrare nella casa di Vess usando il suo stesso camper; il finale che si svolge all'interno della casa di Vess e non sulla strada.
- Nel 2003 il regista Alexandre Aja dirige il film Alta Tensione che si rifà, quasi copiandola, alla prima metà di Intensity, con scene di sangue più forti ed un diverso finale a sorpresa.

## Edizioni
- Dean R. Koontz, Intensity, traduzione di Annabella Caminiti, 2 (novembre 1997) ed., collana I miti, Arnoldo Mondadori Editore, 1996,  p. 378, ISBN 88-04-43612-3.